# Ulrik Munther
Ulrik Munther (ur. 18 lutego 1994 roku w Kungsbacce) – szwedzki piosenkarz, autor tekstów i aktor.
W 2011 ukazał się jego debiutancki album studyjny zatytułowany po prostu Ulrik Munther, który zyskał status złotej płyty w kraju.
W 2015 zagrał główną rolę Johna w dramacie produkcji francusko-polsko-szwedzkiej pt. Intruz.

## Kariera

### 2009: Początki kariery iMelodi Grand Prix Nordic
Ulrik Munther zaczynał swoją karierę w lokalnych zespołach rockowych z Kungsbacki. W wieku trzynastu lat zaczął pisać swoje pierwsze piosenki. W 2009 przeszedł krajowe eliminacje Lilla Melodifestivalen  do nordyckiego konkursu muzycznego dla nastolatków Melodi Grand Prix Nordic. Piosenkarz ostatecznie wygrał cały festiwal z utworem „En vanlig dag”, po czym wyruszył w roczną trasę koncertową po krajach nordykich. W tym samym roku zaczął umieszczać swoje pierwsze nagrania na kanale w serwisie YouTube. W maju wystąpił w programie Humorgalan (będącym częścią kampanii charytatywnej UNICEF), podczas którego zaśpiewał utwór „My Generation” razem z takimi wykonawcami, jak m.in. Peter Johansson i Rock-Olga.

### 2010-11: Przełom oraz albumUlrik Munther

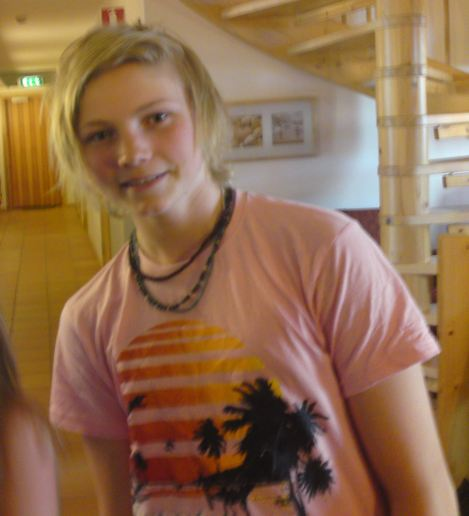
Ulrik Munther w 2010 roku

W 2010 roku wziął udział w konkursie Metro Music Challenge z autorską piosenką „Life”, z którą ostatecznie zajął drugie miejsce. Po udziale w festiwalu nawiązał współpracę z producentm Johanem Åbergiem, który został jego mentorem. W tym czasie do sieci wyciekł nowy utwór piosenkarza – „Boys Don’t Cry”, po ukazaniu się której nastolatek otrzymał propozycję podpisania kontraktu płytowego od dwudziestu wytwórni fonograficznych z Wielkiej Brytanii, Europy, Stanów Zjednoczonych. We wrześniu ostatecznie podpisał kontrakt ze szwedzkim oddziałem Universal Music, który wydał piosenkę jako jego debiutancki singiel. W tym samym roku wydał singiel z własną wersją przeboju „Born This Way” Lady Gagi. Piosenka została zauważona i wypromowana przez blogera Pereza Hiltona. Latem wziął udział w szwedzkich festiwalach Allsång på Skansen i Lotta på Liseberg.
Pod koniec sierpnia ukazał się jego debiutancki album studyjny zatytułowany po prostu Ulrik Munther, który został wyprodukowany w większości w jego rodzinnym domu pod Göteborgiem. Album zadebiutował na pierwszym miejscu szwedzkiej listy najczęściej kupowanych płyt oraz uzyskał status złotej płyty w kraju. Trzecim singlem z płyty – po „Boys Don’t Cry” i „Born This Way” – został utwór „Moments Ago”. W tym samym roku nawiązał współpracę z Caroline Costą, z którą nagrał utwór „Je t’ai menti”, będący francuską wersją językową numeru „Kill for Lies” z repertuaru piosenkarki.

### 2012-13:MelodifestivaleniRooftop

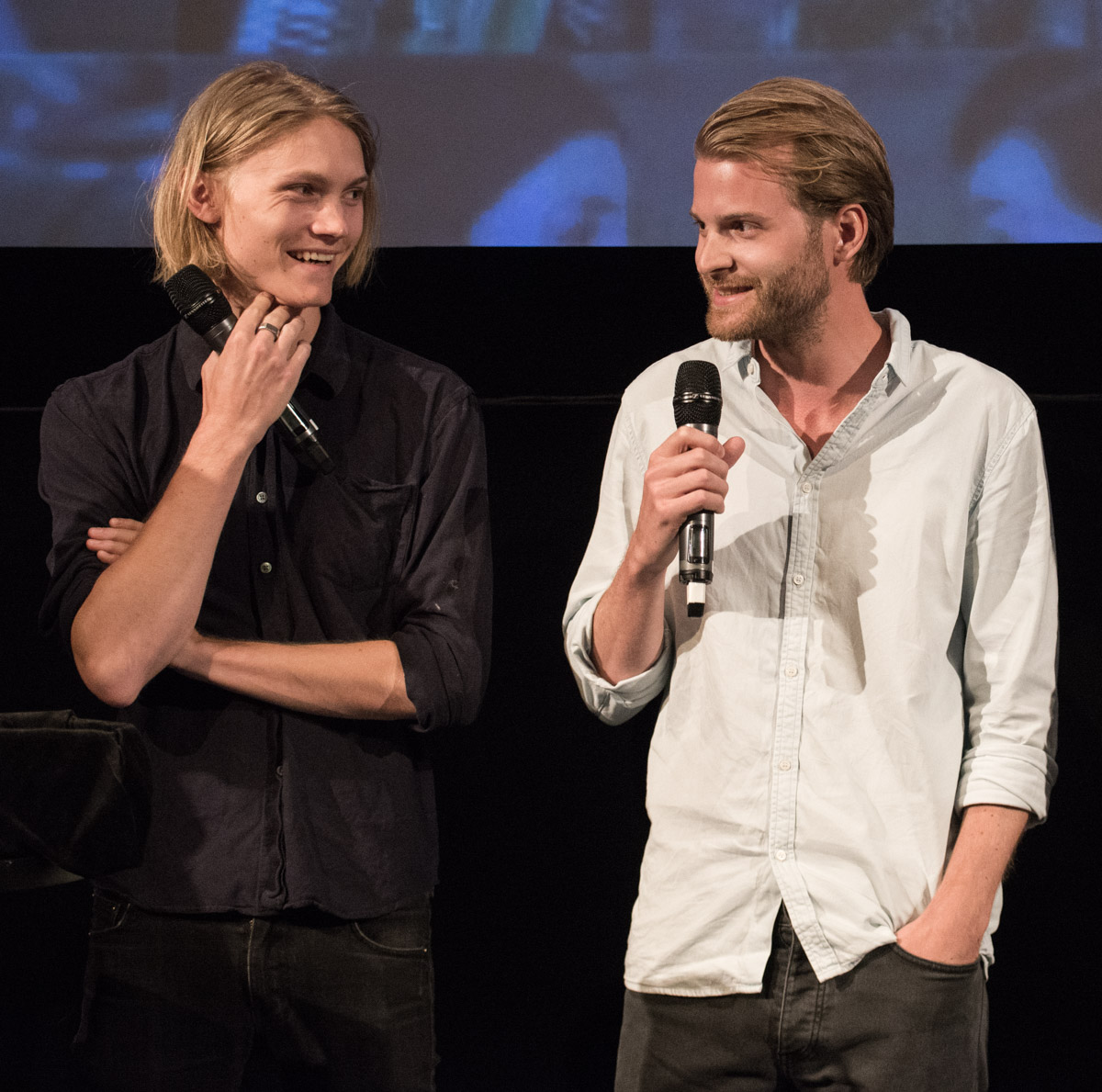
Munther i Magnus von Horn, reżyser filmu Intruz, podczas pokazu premierowego filmu w sierpniu 2015 roku

W 2012 roku Munther zakwalifikował się do udziału w krajowych eliminacjach eurowizyjnych Melodifestivalen 2012, do których zgłosił się z utworem „Soldiers”. W lutym wystąpił w drugim półfinale selekcji i awansował do finału, w którym zajął trzecie miejsce, przegrywając jedynie z Loreen oraz Dannym Saucedo. Piosenka „Soldiers” została wydana jako singiel i dotarł do szóstego miejsca krajowej listy przebojów. Utwór został umieszczony na reedycji debiutanckiej płyty piosenkarza
W 2013 roku zakwalifikował się do stawki konkursowej selekcji Melodifestivalen 2013, do których zgłosił się z piosenką „Tell the World I’m Here”. Pod koniec lutego wystąpił jako ostatni, ósmy w kolejności w czwartym półfinale eliminacji i z pierwszego miejsca awansował do finału, w którym wystąpił jako pierwszy i ostatecznie zajął trzecie miejsce, przegrywając jedynie z Robinem Stjernbergiem oraz Yohio. 6 marca 2013 roku premierę miał jego drugi album studyjny zatytułowany Rooftop, który promowany był przez single „San Francisco Says Hello”, „Tell the World I’m Here” i „Requiem”.

### Od 2014:Allt jag ville sägaiIntruz
W 2014 ukazał się jego nowy singiel „Jag vet inte hur man gör”. W listopadzie pojawił się gościnnie w utworze „Hemma hos Gry – 10” szwedzkiej prezenterki telewizyjnej i radiowej Gry Forssell.
W 2015 roku ukazał się nowy singiel Munthera – „Nån gång”, który został drugim singlem z jego trzeciej płyty studyjnej zatytułowanej Allt jag ville säga wydanej 13 maja tego samego roku. Album zadebiutował na trzecim miejscu listy najczęściej kupowanych płyt w kraju.
W tym samym roku wcielił się w główną rolę Johna w filmie Intruz w reżyserii Magnusa von Horna.

## Dyskografia

### Albumy studyjne
- Ulrik Munther (2011)
- Rooftop (2013)
- Allt jag ville säga (2015)

## Filmografia
- 2015: Intruz